# 鈴木誠一 (レーサー)
鈴木 誠一（すずき せいいち、1936年12月23日 - 1974年6月2日）は、元2輪ライダー、元レーシングドライバー。東京都板橋区出身。血液型O型。
日産系のエンジンチューナーとして名高い東名自動車（現･東名パワード）の創設者のひとり。日本では数少ないメカニカル技術を併せ持ったレーシングドライバーと言われた。
愛称誠さん（せいさん）。東名パワード現会長（元東名自動車社長）の鈴木修二は実弟。

## 経歴

### 2輪時代
1956年に埼玉県で開催された2輪スクランブルレースにヤマハYA-1（通称赤とんぼ）で出場し優勝したのがデビュー戦と言われる
1958年前後、仲間と共に城北ライダースクラブ(JRC)を結成し、主将的な存在になる。1958年、浅間高原自動車テストコースで開催された第一回全日本クラブマンレースにヤマハYA-1で出場し、125ccクラス4位。
当初はヤマハのサポートを受けたが、クラブの技術力と結束力が評価され、1960年からスズキと契約。主として国内モトクロスに出場し、常に好成績を収めた。
1962年にスズキワークスライダーとしてロードレース世界選手権（世界グランプリレース）に出場。
1963年はメーカーの意向もあって海外でのレース活動はほとんどなく、国内のモトクロス等に多く出場している。

### 4輪時代
1964年5月の「第2回日本グランプリ」に、日産・ブルーバード、同セドリック、スズキ・フロンテで出場し4輪デビュー、それぞれ2位、10位、リタイヤという結果だった。
1965年に日産宣伝部チーム（後の大森ワークス）のドライバーとして契約。同年11月のマカオグランプリにブルーバードで出場、3位入賞を果たしている。同年、城北ライダース所属の久保和夫が、スズキワークスから日本人として初めてヨーロッパの2輪モトクロス世界GPに参戦した際は、鈴木も調査目的で同行。
1968年には日産ワークスドライバーとしての活動と並行して、当時ではまだ珍しいチューニングショップ東名自動車（現･東名パワード）を、元城北ライダースの仲間とともに神奈川県川崎市に開業。セドリックやフェアレディ2000などのチューニングを行う。それらのマシンは各地のレースで好成績を収めていき、高い評価を得る。
1968年からストックカーレースに出場。3年連続（'69〜'71年）で日本のストックカーレースシリーズである「グランドナショナルストックカー選手権」の年間チャンピオンを獲得。1969年の富士スピードウェイのストックカー戦では、1963年のデイトナ500の覇者であるタイニー・ランドを迎え撃ち、激戦の末にファイナルラップの最終コーナーでランドを抜き去り優勝するという快挙を成し遂げた。さらに3年連続で本場アメリカのストックカーレース（NASCAR Grand Americanシリーズ）への派遣選手に選ばれ、現地で用意された間に合わせのマシンに乗りながらデイトナのハイバンクオーバル戦を戦い、69年と70年はシングルフィニッシュを獲得するなど善戦している。鈴木はその後も日本のストックカーの歴史に関わり続け、1972年にはJAFから脱退した日本オートモビル協会（NAK）が主催するJAF非公認レース、むつ湾ストックカーに車両を出場させている。
1970年1月にデビューした日産・サニー1200GX（B110型）を東名自動車でチューンし、自らの運転で同年11月の「Trans-Nics」（トランスニクス）にプライベート出場。たった一台のサニー（旧式のOHVエンジン）でトヨタワークスのカローラ（OHCエンジン）などに挑み、優勝を奪ってみせた。サニーがいかにレースに適した素性を持っているかを示し、日産ワークスも刺激を受けサニーB110型のレース用パーツの開発を始めたほどだった。これを機にワークスやプライベーターがこぞってサニーB110型をレース用に仕立て、各地のレースで優秀な成績を収め、ホモロゲーションの切れる1982年末まで活躍が続くことになった。またB110サニーのエンジンはFJ1300にも使用され、多くの若手ドライバーにフォーミュラに乗る機会を与え、名ドライバー育成の一助になった。
1973年からは富士グランチャンピオンレース（通称　富士GC、以下GC）にローラT292・BDAという組み合わせで出場。当時のGCでは、マーチ73SとBMWM-12型エンジンとの組み合わせでないと勝てないといわれており、他の出場者もこぞってその組み合わせで出場しており、鈴木とローラが勝つのは困難だと見られていた。しかし鈴木は自らの手で一戦ごとに改良点を見出し、じっくりと熟成を進めていき確実に成績を上げていった。そして、同年11月の最終戦で予選3位からスタート後、上位2台をかわし、最終的には2位を約30秒も引き離しGC初優勝。この際の平均時速202.002kmは、富士スピードウェイ6kmコース（30度バンクを含むレイアウト）での歴代3位の好記録となっている。
1974年5月5日に開催されたGC第1戦では、予選で事故を起こし最後尾からのスタートだったが、スタートから各マシンを次々に抜いて最終的には2位に入ってみせ周囲を驚かせた。
しかし、同年6月2日のGC第2戦で、スタート直後黒澤元治のマシンが北野元のマシンに複数回接触したことが発端になって発生した多重クラッシュに巻き込まれ、グランドスタンド前のガードレールに激突し、マシンは大破し炎上。同じく事故に巻き込まれた風戸裕と共に死亡した。死亡時は37歳。鈴木や風戸は事故発生に何ら関わっておらず、完全な“もらい事故”だった。

## エピソード
- 人付き合いは好きでなかったと語られるが人望は厚く、悪評はなかったと言われる。
- 城北ライダースのキャプテンだった2輪時代、チームの好成績が呼び水となりヤマハやスズキからの支援を受けていた。スズキと契約した当初は、スポーツ車やレース専用マシンではなく市販スタンダード車（貨物運搬用などのビジネス車）とスタンダードパーツが支給された程度で、これらを独学で培ってきた技術力でチューニングしていたと言われる。
- 日産大森ワークスのドライバーたちのリーダー格であり、大森ワークスに所属した都平健二や津々見友彦や長谷見昌弘たちから「メカニズムやチューニングを教えてくれた師匠」として尊敬されていた。
- 実弟であり鈴木をサポートし続けた修二曰く『兄弟揃って体力がなかった』という。これと四輪参戦が29歳からと二輪経験があったとは言え、遅かった事がレーサーとしての足枷となった一面があると言われる。
- 鈴木が4輪デビューをする切っ掛けは、たまたまモトクロスレースを主催するに当たって優勝旗を作るために依頼した店の主人が田原源一郎[15]だったことだという。鈴木は田原と話をしているうちに「良ければ一度乗ってみないか」との誘いを受けたという[16]。
- 日産・大森ワークスの後輩だった若手・星野一義の才能を見抜き、1974年のFJ1300レースに東名ワークスドライバーとして出場させた。マシンはマーチ733で、エンジンは東名自動車チューンの日産A12。マーチのシャシーは桑島正美が売りに出していたもので、鈴木と星野が購入費用を折半した。星野は鈴木の期待に応え、5月19日に開催された'74全日本選手権鈴鹿フォーミュラレースでコース記録を大幅に更新し、FJ1300デビュー戦でぶっちぎりの優勝を果たしている。
- 数多くの戦果を残してきた鈴木であるが資金面は順調ではなく、スポンサーから受け取った資金（年間およそ1千万円）はレーシングマシン購入で消え、マシンのチューニング費用は自前で賄っていたという。このような状況下では専属ドライバーを抱えられず、これが上記のハンデがありながらも自らレーサーを続ける一因となった。
- 星野は鈴木のGC用マシンの慣らし走行を担当し、時折その回転数では到底出ないようなタイムを出し、鈴木以下東名自動車の人間を驚かせた。この事やFJ1300での結果から、鈴木は6月2日のGC第2戦を最後にレースから引退することを決意、そのシートを星野に譲ることにした。星野にも「次からはお前に譲る」と伝えていたという。
- 結果として最後のレースになった1974年GC第2戦の予選では、東名自動車がエンジンメンテナンスを受注していた酒井レーシングのマシンに付きっ切りで、自分のマシンはメカニックに任せていたという[17]。引退を期して臨んだレースで、鈴木は不運にも落命してしまった。
- 星野一義のほかにも高橋健二など多くの若手ドライバーを育成した。
- 一部に「東名自動車の社長」というイメージがあるが、実際は弟の修二が社長を務めている。鈴木は城北ライダース時代からの仲間である久保和夫らと共に、役員として名を連ねた。
- 東名自動車は鈴木誠一個人が設立したのではなく、城北ライダースの有志が協力したものと言われている。鈴木の実弟の鈴木実（東名自動車でエンジンチューンを担当）は「兄（鈴木誠一）は日産との関係もあり、東名自動車にずっといたわけではなく、現場は久保さん兄弟や私たちで回していた。チューニングの基本は兄に学んだが、そこから先は各自が工夫しながら進めていた」と述べている。東名自動車社員としてエンジンチューンを担当後、独立して東名エンジンを設立した今井修は、「私を鈴木誠一さんの弟子と見る人もいるでしょうが、実技は弟の鈴木実さんに教わった部分が多い」と述べている。東名自動車社員として車体チューンを担当後、独立して東名スポーツを設立した中野啓吉は「溶接などの実作業に関して、鈴木さんは特に上手ではなかったかも知れない。ただし理論は非常によく分かっており、チューニングのアイデアがすごかった」と述べている[17]。

## 関連書籍
- 林信次『サーキットヒーロー-速すぎた男たち･16人列伝-』（光風社出版刊 1988年10月 ISBN 9784875194392）
- 黒井尚志『レーサーの死』（双葉社刊 2006年4月 ISBN 4575298913）
- 『オートスポーツ』1972年6月号
- 『ノスタルジックヒーロー』Vol.123-Vol.124、Vol.153
- 中部博『炎上―1974年富士・史上最大のレース事故』（文藝春秋刊 2012年4月 ISBN 4163751602）
  - 事故時の音声・映像・写真まで遡って事故の謎を検証している

## 関連事項
- 城北ライダース
- 大森ワークス